# Kaophonic Tribu
Kaophonic Tribu est un groupe français mélangeant transe acoustique et electrique. Le groupe évolue entre la trance tribale, le drum and bass et le rock

## Biographie
Le groupe est initialement formé en 1998 . A ce jour, le groupe compte 500 concerts donnés en Europe et six albums,.
Ils sortent en janvier 2001 un premier album auto-produit, Quasi Transe prolog. Récompensés la même année aux découvertes du printemps de Bourges, Kaophonic Tribu alterne tournée et studio pour produire en avril 2002 leur deuxième album, Nysa Sphère 7. Après avoir joué au festival Coup de cœur francophone basé à Montréal, Québec, ils signent avec le label canadien Indica.
En 2005, ils annoncent un nouvel album, Eliso Déli, prévu pour l'automne de la même année. En 2009, le groupe sort un nouvel album intitulé Métamorphose, en découlera une tournée Electrochoc qui s'étalera jusqu'en 2012. Le groupe cesse toute activité ensuite, mais un nouveau trio, le Kao Trio, prend la relève et joue aux découvertes du festival Solidays 3 ans de suite (2012, 2013 et 2014 (avec 2 représentations).
En 2022, le groupe se reforme pour fêter ses 20 ans et sort pour l'occasion un nouvel album : PhœnX chez Trottel Records. Fidèle à ses débuts, on retrouve au cœur de la transe de Kaophonic une section basse/batterie accompagnée par les percussions mandingues et du didgeridoo, le tout soutenu par une guitare électrique, des claviers et du chant.
Le groupe prépare un nouvel album pour 2025.

## Anciens membres
Emmanuel Soubirant (1998-2015)
Adrien Royo (1998-2002)
Laurent Léger (1998-2007) 
Jean Baptiste Pelleray (1998-2002)
Steffanus Kor (2002-2006)
Judith Ricard (2008-2012)
Salif Sanon
(2008-2013)
Emmanuel Pornin
(2010-2015)
Jean Christian Ahmida(2010-2013)
Michael Lachaize (1998-2024)
Christophe Ligerot (1998-2024)
Gauthier Aube (2022-2023)
Anissa Hank (2021-2024)